# Pierre-François-André Méchain
Pierre-François-André Méchain, francoski astronom, * 16. avgust 1744, Laon, Francija, † 20. september 1804, Castillion de la Plana, Španija.

## Življenje in delo
Méchain je bil sin arhitekta Pierre-Françoisa Méchaina in Marie-Marguerite Roze. Študiral je matematiko in fiziko, vendar je zaradi denarnih težav študij opustil. Spoprijateljil se je z de Lalandom.
Spoznal je Messierja in je kakor on začel opazovati komete. Vsega skupaj jih je odkril osem, prva dva leta 1781, zadnjega pa leta 1799. Leta 1786 je opisal Enckejev komet, vendar ni vedel da je periodični komet. Poleg kometov je odkril še druga nabesna telesa. 5. septembra 1780 je prvi odkril planetarno meglico Mala ročka, ki jo je Messier zabeležil v svoj katalog kot M76.
Méchain je bil pobudnik metrskega merskega sistema enot. Leta 1787 je sodeloval s Jean-Dominiqueom Cassinijem in Legendrom pri merjenju točne razlike zemljepisne dolžine med Parizom in Greenwichem. Vsi trije so zaradi tega obiskali Williama Herschela v Sloughtu.
Zaradi meritve točne dolžine metra je od leta 1791 do 1799 z Delambrom meril dolžino poldnevniškega loka med Dunkerquejem in Barcelono. Ta poldnevnik je potekal tudi skozi Pariz. Leta 1795 so ga izbrali za člana Francoske akademije znanosti (Académie des sciences) in ustanovnega člana Urada za dolžine (Bureau des Longitudes).
Od leta 1800 do svoje smrti je bil šesti predstojnik Pariškega observatorija. Nasledil ga je Delambre.
Bil je ustanovitelj francoskega astronomskega letnega časopisa Connaissance des temps in od leta 1785 njegov urednik.
Méchain je odkril 26 ali 27 teles, kar je odvisno od tega kako štejemo M 102. Osemnajst jih je navedeno v Messierovem katalogu:
- M63, spiralna galaksija Sončnica
- M72, kroglasta kopica
- M74, spiralna galaksija Fantom
- M75, kroglasta kopica
- M76, planetarna meglica Mala ročka
- M77, spiralna galaksija
- M78, refleksijska meglica
- M79, kroglasta kopica
- M85, lečasta galaksija
- M94, spiralna galaksija Mačje oko
- M95, spiralna galaksija
- M96, spiralna galaksija
- M97, planetarna meglica Sova
- M98, spiralna galaksija
- M99, spiralna galaksija Vetrnica v Berenikinih kodrih
- M100, spiralna galaksija
- M101, spiralna galaksija Vetrnica
- M102?, spiralna meglica Vetrnica (M101) ali Vreteno v Zmaju (NGC 5866)
- M103, razsuta kopica

## Priznanja

### Poimenovanja
24. junija 2002 so njemu v čast imenovali asteroid 21785 Mechain.